# 馬洙
馬洙（1560年—1610年），號明河，山西平陽府蒲州人。明朝政治人物、進士出身。

## 生平
書四房，嘉靖庚申（1560年）九月十七日生。萬曆元年（1573年）癸酉科山西鄉試舉人，十七年（1589年）登己丑科三甲二百六十二名進士，刑部觀政，十九年六月授山東濟南府推官，二十六年升禮部主事，二十七年升员外郎，二十九年調吏部员外郎，本年調验封司，調考功司，三十年升郎中，三十一年告病，本年補考功司郎中，三十二年補原职，本年調文选司，三十三年官至添注太常寺少卿、提督四夷馆，三十八年庚戌卒。

## 家族
曾祖马钊，乡宾。祖父马恺，乡宾。父马坤，漢中府教授。